# Оденсе
О́денсе (дан. Odense; данською: [ˈoˀðn̩sə] ( прослухати)) — місто, адміністративний центр комуни Оденсе, регіон Південна Данія. Третє за величиною місто країни, головне місто острова Фюн.

## Опис
Місто розташоване недалеко від фіорду Оденсе і стоїть на річці Оденсе. Залізнична станція на лінії Копенгаген — Ютландія. Канал, проритий в 1796—1806, (7,5 м завглибшки) сполучає місто з фіордом.
Транспортний зв'язок з Оденсе відчутно покращився, коли поромне сполучення між двома основними данськими островами, Зеландією і Фюном, було замінене мостом через Великий Бельт (відкритий в 1997 для залізничного руху і в 1998 — для автомобільного руху). Міст — другий за довжиною підвісний міст у світі. Будівництво моста значно скоротило час у дорозі між Оденсе і столицею Данії, Копенгагеном (зараз час в дорозі — 1 година 15 хвилин).
Оденсе (перекладається як «святилище Одіна») — одне із старих данських міст, яке святкувало своє тисячоліття в 1988. Усипальня св. Кнуда (також відомого як св. Кануть) в середньовіччі служила місцем масового паломництва.
У XVI столітті місто служило місцем для зборів декількох парламентів, і до 1805 тут знаходився кабінет провінційної асамблеї Фюна.
Найвідоміша визначна пам'ятка Оденсе — Odinstårnet (Башта Одіна), побудована в 1935, була другою за висотою баштою в Європі після Ейфелевої. Група данських нацистів висадила її в 1944 в повітря, після чого башта наново не зводилася (на її місці створено лише мініатюрного макета).

## Відомі люди
У місті народилися:
- Кнуд IV Святий — король Данії у 1080–1086 роках.
- Ганс Крістіан Андерсен (1805—1875) — данський письменник, казкар.
- Аня Андерсен (1969) — данська гандболістка, олімпійська чемпіонка.
- Каролін Возняцкі (1990) — данська тенісистка, перша ракетка світу станом на 11 жовтня 2010 року.
- Боділ К'єр (1917—2003) — данська акторка театру і кіно.
- Андерс Ліндегор (1984) —данський футболіст, воротар клубу «Манчестер Юнайтед».

## Клімат
| Клімат Оденсе (1971–2000)                  | Клімат Оденсе (1971–2000) | Клімат Оденсе (1971–2000) | Клімат Оденсе (1971–2000) | Клімат Оденсе (1971–2000) | Клімат Оденсе (1971–2000) | Клімат Оденсе (1971–2000) | Клімат Оденсе (1971–2000) | Клімат Оденсе (1971–2000) | Клімат Оденсе (1971–2000) | Клімат Оденсе (1971–2000) | Клімат Оденсе (1971–2000) | Клімат Оденсе (1971–2000) | Клімат Оденсе (1971–2000) |
| Показник                                   | Січ.                      | Лют.                      | Бер.                      | Квіт.                     | Трав.                     | Черв.                     | Лип.                      | Серп.                     | Вер.                      | Жовт.                     | Лист.                     | Груд.                     | Рік                       |
| Абсолютний максимум, °C                    | 11,2                      | 13,4                      | 18,5                      | 27,4                      | 28,8                      | 31,6                      | 33,4                      | 33,6                      | 27,7                      | 23,0                      | 15,8                      | 12,4                      | 33,6                      |
| Середній максимум, °C                      | 3,1                       | 3,3                       | 6,1                       | 10,7                      | 16,0                      | 19,2                      | 21,3                      | 21,4                      | 16,9                      | 12,3                      | 7,4                       | 4,5                       | 11,9                      |
| Середня температура, °C                    | 1,0                       | 1,1                       | 3,1                       | 6,6                       | 11,6                      | 14,7                      | 16,6                      | 16,5                      | 13,0                      | 9,2                       | 5,1                       | 2,5                       | 8,4                       |
| Середній мінімум, °C                       | −1,5                      | −1,4                      | 0,1                       | 2,5                       | 6,7                       | 9,9                       | 11,7                      | 11,5                      | 8,9                       | 5,8                       | 2,4                       | 0,2                       | 4,7                       |
| Абсолютний мінімум, °C                     | −21,6                     | −20                       | −14,9                     | −5,3                      | −2                        | 1,7                       | 3,6                       | 4,2                       | −1,4                      | −4,1                      | −16,2                     | −20                       | −21,6                     |
| Середня кількість сонячних годин на місяць | 40                        | 61                        | 124                       | 179                       | 258                       | 265                       | 256                       | 224                       | 175                       | 101                       | 44                        | 28                        |                           |
| Норма опадів, мм                           | 48.5                      | 30.1                      | 39.6                      | 32.4                      | 41.1                      | 50.6                      | 50.0                      | 52.7                      | 56.7                      | 58.1                      | 53.3                      | 47.7                      | 560.9                     |
| Днів з опадами                             | 16,4                      | 12,7                      | 14,7                      | 11,8                      | 11,0                      | 12,4                      | 12,4                      | 12,7                      | 14,8                      | 15,8                      | 16,7                      | 16,5                      | 168,0                     |
| Днів зі снігом                             | 6,0                       | 4,4                       | 3,9                       | 1,1                       | 0,0                       | 0,0                       | 0,0                       | 0,0                       | 0,0                       | 0,0                       | 1,6                       | 3,3                       | 20,9                      |
| Вологість повітря, %                       | 88                        | 87                        | 84                        | 76                        | 73                        | 74                        | 74                        | 74                        | 80                        | 83                        | 87                        | 88                        | 81                        |
| ------------------------------------------ | ------------------------- | ------------------------- | ------------------------- | ------------------------- | ------------------------- | ------------------------- | ------------------------- | ------------------------- | ------------------------- | ------------------------- | ------------------------- | ------------------------- | ------------------------- |

## Галерея

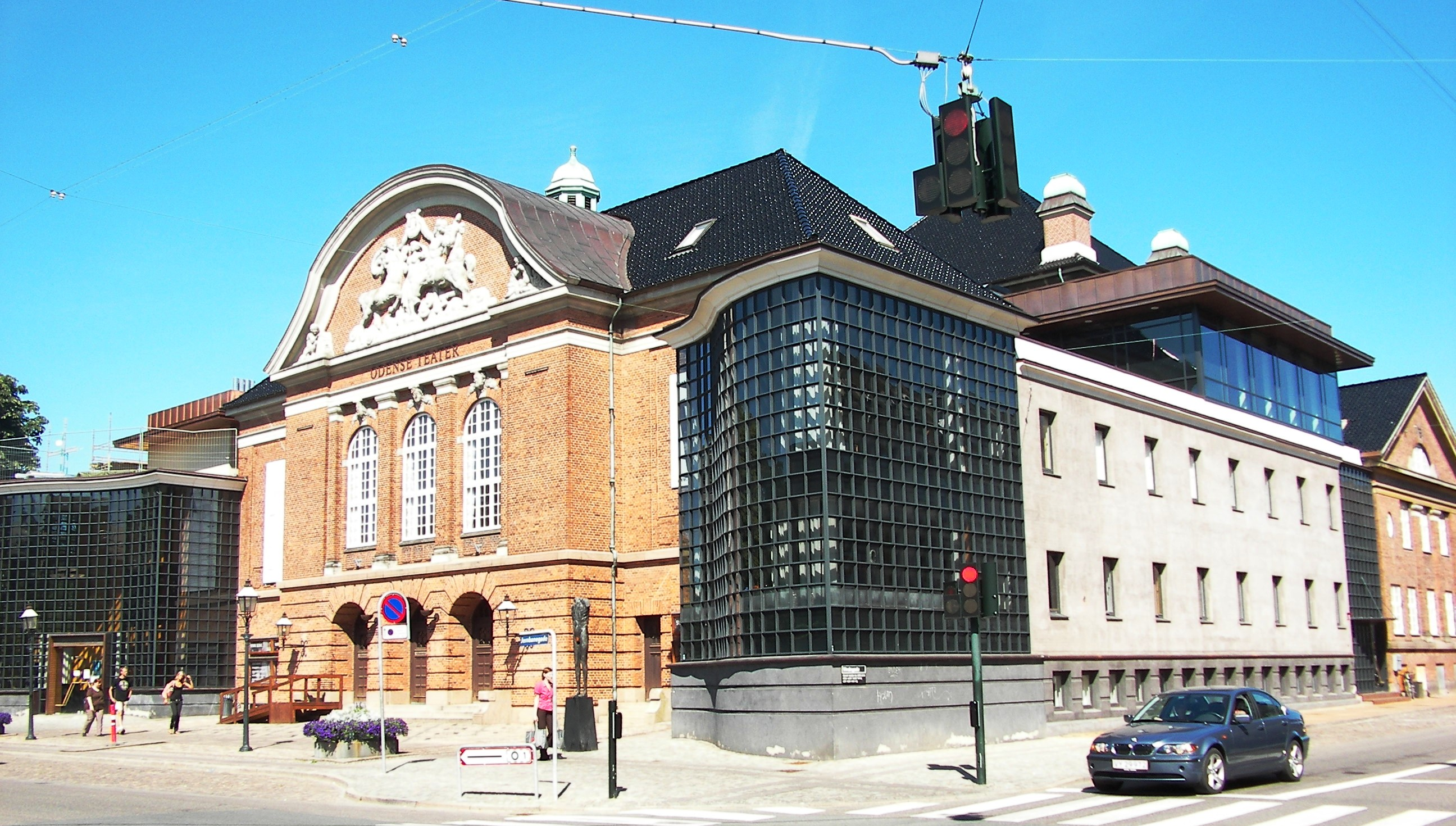
Театр
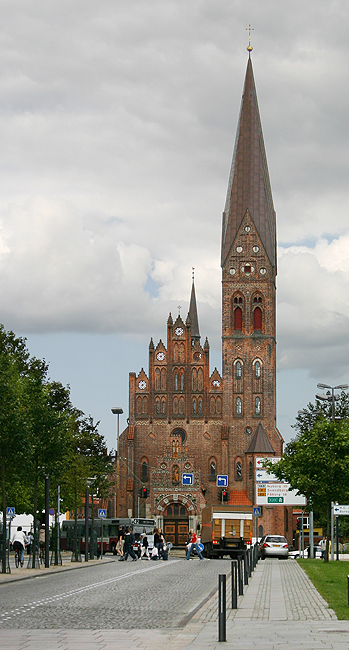
Церква святого Албана
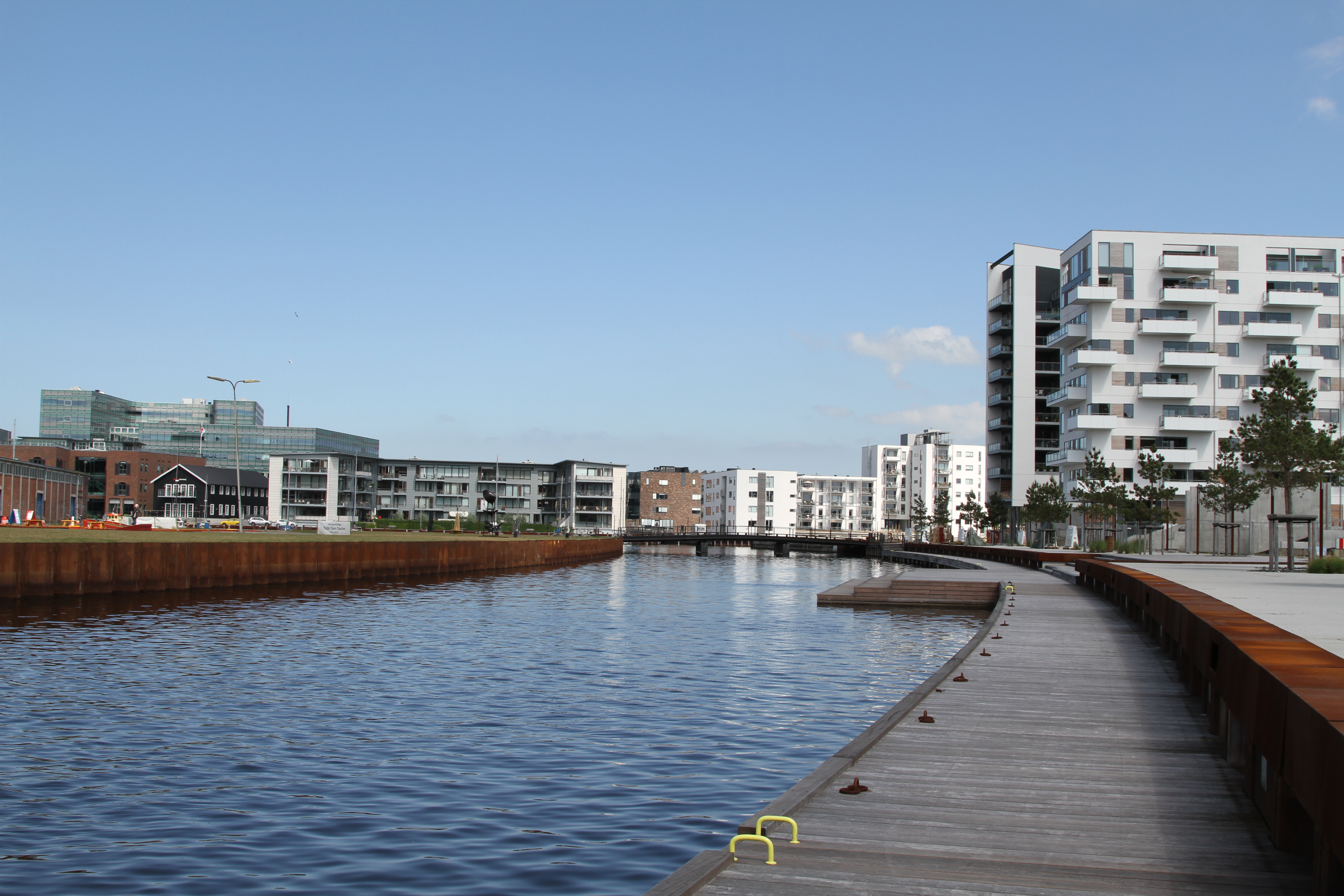
Житловий район
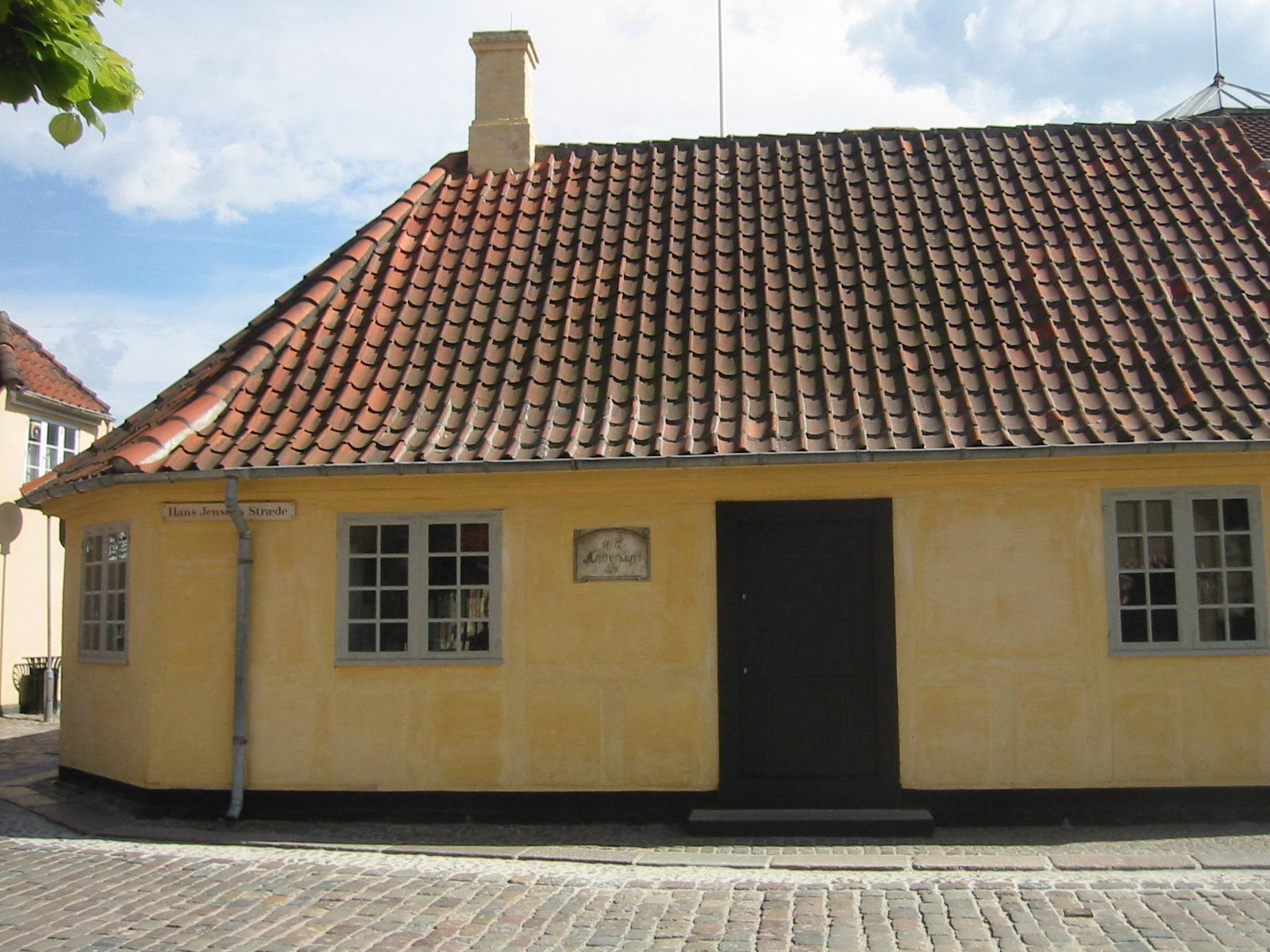
Будинок на розі вулиць Бангсбодер і Ганс Єнсенс стреде, де народився Ганс Крістіан Андерсен